# Condado de Oneida (Nova Iorque)
O Condado de Oneida é um dos 62 condados do Estado americano de Nova Iorque, fundado em 1798. A sede do condado é Utica, e sua maior cidade é Utica. Possui uma área de 3 256 km²(dos quais 115 km² estão cobertos por água), uma população de 235 469 habitantes e uma densidade populacional de 75 hab/km² (segundo o censo nacional de 2000).